# Spiderwebs
Spiderwebs é uma canção Ska punk escrita por Gwen Stefani e Tony Kanal para o álbum Tragic Kingdom.
Ela foi lançada no segundo single do álbum em 1996.
A música debutou em #10 na Billboard alcançando a posição #05.
O vídeo clipe de Spiderwebs se passa com o No Doubt tocando em um casamento entre japoneses.
Durante o vídeo aparece legendas das "falas", em japonês, que significam: "Excelente festa.", "Eu realmente gosto muito de bolo.", "Qual é o seu nome?", " Este champanhe está excelente.", "O que é isso? Crianças malucas.", "Isso está me deixando doente.".

## Desempenho nas paradas musicais
| Paradas (1996)                    | Melhor posição |
| --------------------------------- | -------------- |
| U.S. Billboard Modern Rock Tracks | 5              |
| U.S. Billboard Top 40 Mainstream  | 11             |
| U.S. Billboard Adult Top 40       | 29             |
| Paradas (1996)                    | Melhor posição |
| Swedish Top 60                    | 23             |